# Pucok Alue Pirak
Pucok Alue Pirak is een bestuurslaag in het regentschap Aceh Utara van de provincie Atjeh, Indonesië. Pucok Alue Pirak telt 283 inwoners (volkstelling 2010).